# Istituto di statistica (Albania)
L'Istituto di statistica (in albanese Instituti i Statistikës, INSTAT) è l'organismo governativo incaricato dei censimenti di carattere demografico, economico, sociale, commerciale e industriale in Albania.
Esso opera sotto la sorveglianza del Consiglio dei ministri albanese.

## Storia
Un primo servizio di statistica fu operato da una suddivisione del Ministero degli affari pubblici e dell'agricoltura a partire dal 1924.
L'INSTAT fu istituito con la decisione n° 121 dell'8 aprile 1940, mentre il sistema statistico nazionale è stato regolarizzato con la decisione n° 35 del 13 gennaio 1945.